# Lajoskomáromi löszvölgyek
Lajoskomáromi löszvölgyek este o arie protejată (arie specială de conservare — SAC, sit de importanță comunitară — SCI) din Ungaria întinsă pe o suprafață de 909,76 ha, integral pe uscat.

## Localizare
Centrul sitului Lajoskomáromi löszvölgyek este situat la coordonatele 46°47′11″N 18°21′48″E / 46.7864°N 18.3633°E.

## Înființare
Situl Lajoskomáromi löszvölgyek a fost declarat sit de importanță comunitară în mai 2004 pentru a proteja 2 specii de animale. Situl a fost protejat și ca arie specială de conservare în februarie 2010.

## Biodiversitate
Situată în ecoregiunea panonică, aria protejată conține 5 habitate naturale: Pajiști aluvionare inundabile, de Cnidion dubii, Păduri stepice euro-siberiene cu Quercus spp., Pajiști stepice panonice pe loess, Tufărișuri subcontinentale peripanonice, Pajiști uscate seminaturale și facies de acoperire cu tufișuri pe substraturi calcaroase (Festuco-Brometalia) (* situri importante pentru orhidee).
La baza desemnării sitului se află mai multe specii protejate:
- nevertebrate (1): fluturele purpuriu (Lycaena dispar)
- reptile (1): țestoasa de baltă (Emys orbicularis)

Pe lângă speciile protejate, pe teritoriul sitului au mai fost identificate 9 specii de plante.